# Барани (Агрикольське сільське поселення)
Бара́ни (рос. Бараны) — присілок в Красногорському районі Удмуртії, Росія.

## Населення
Населення — 8 осіб (2010; 11 в 2002).
Національний склад станом на 2002 рік:
- удмурти — 73 %